# Grande-Bretagne aux Jeux olympiques d'été de 1952
La Grande-Bretagne participe aux Jeux olympiques d'été de 1952, à Helsinki. Elle y remporte onze médailles :une en or, deux en argent et huit en bronze, se situant à la dix-huitième place des nations au tableau des médailles. La délégation britannique qui regroupe 257 sportifs dont 44 femmes brille spécialement en Athlétisme (5 médailles). Mais c'est l'Équitation qui rapporte aux Britanniques leur unique médaille d 'or.

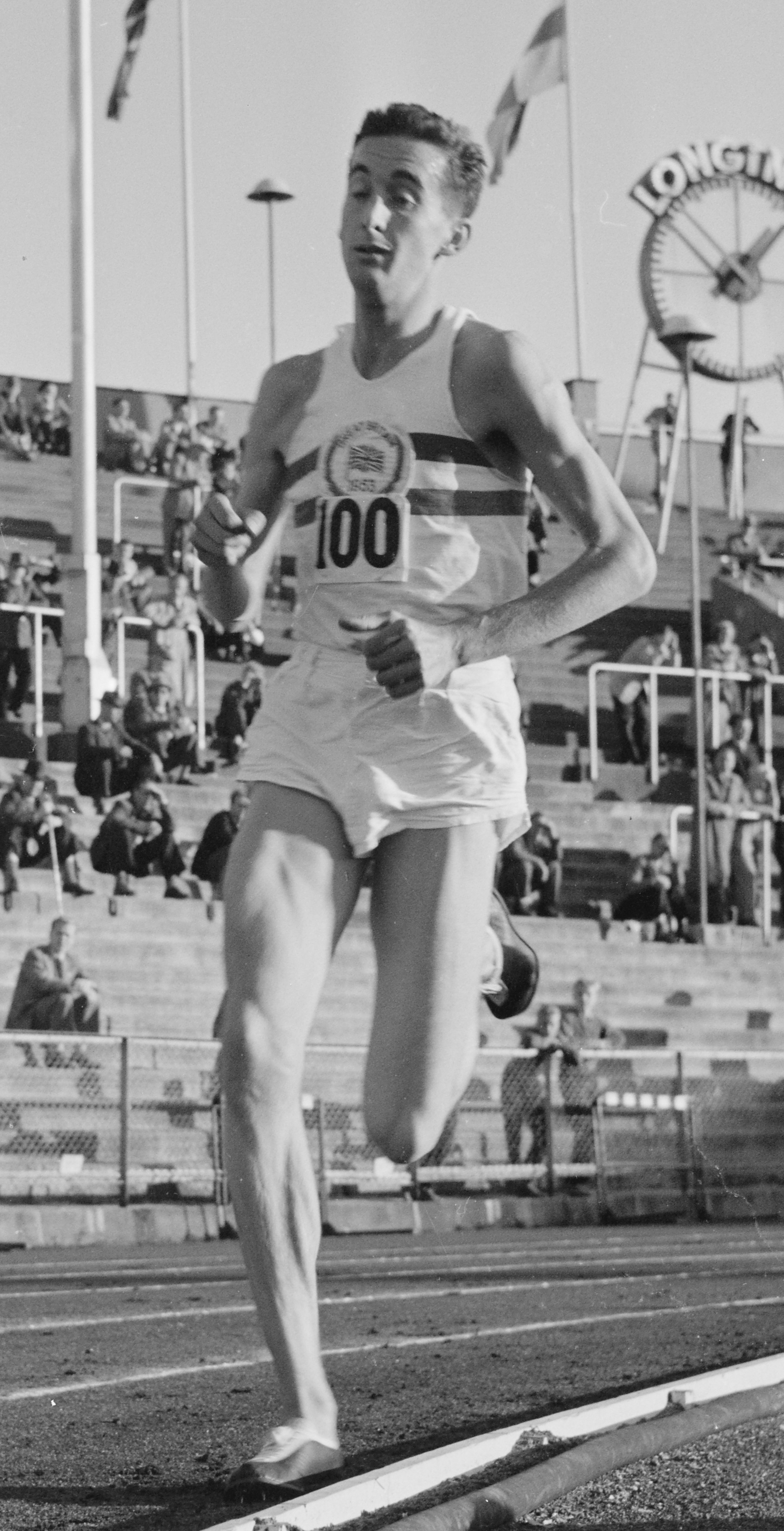
Gordon Pirie termine au pied du podium, dans l’ épreuve du 5000 m.

## Tous les médaillés
| Médaille | Discipline       | Épreuve                          | Athlète |
| -------- | ---------------- | -------------------------------- | --- |
| Or       | Équitation       | Saut d'obstacles par équipes     | Wilfred White Douglas Stewart Harry Llewellyn |
| Argent   | Athlétisme       | Saut en hauteur (F)              | Sheila Lerwill |
| Argent   | Voile            | Finn                             | Sigve Lie Håkon Barfod Charles Currey |
| Bronze   | Athlétisme       | 100 m (H)                        | McDonald Bailey |
| Bronze   | Athlétisme       | 3 000 m steeple (H)              | John Disley |
| Bronze   | Athlétisme       | 4 × 100 m (F)                    | Sylvia Cheeseman June Foulds-Paul Jean Desforges Heather Armitage |
| Bronze   | Athlétisme       | Saut en longueur (F)             | Shirley Cawley |
| Bronze   | Cyclisme         | Poursuite par équipes            | Ronald Stretton Donald Burgess George Newberry Alan Newton |
| Bronze   | Natation         | 200 m brasse (F)                 | Helen Gordon |
| Bronze   | Lutte            | Lutte libre Poids lourds + 87 kg | Kenneth Richmond |
| Bronze   | Hockey sur gazon |                                  | Graham Dadds Roger Midgley Denys Carnill John Cockett Robin Fletcher Derek Day Dennis Eagan Anthony Robinson Anthony Nunn John Taylor Richard Norris John Conroy Neil Nugent |

## Sources
- (en) Bilan complet de la Grande-Bretagne sur Olympedia
- (fr) Grande-Bretagne sur le site du Comité international olympique